# Philodryas patagoniensis
Philodryas patagoniensis, popularmente chamada de cobra-parelheira ou papa-pinto, é uma serpente da família dos colubrídeos. É uma serpente de dentição opistóglifa, com peçonha sem interesse médico. Possui coloração marrom-acinzentado, com um ventre mais claro; atinge quase um metro e meio de comprimento.

## Ocorrência
A espécie é endêmica da América do Sul, pode ser encontrada na Argentina, Bolívia, Brasil, Paraguai e Uruguai. Encontrada principalmente em locais de floresta seca a úmida.

## Características
Possui coloração marrom-acinzentado, com um ventre mais claro; atinge quase um metro e meio de comprimento, alimenta-se de pequenos vertebrados como lagartos, rãs, aves e até mesmo de outras serpentes.
Possui de 0,5 a aproximadamente 1 m de comprimento, pesando entre 100 e 250 g.
O tamanho do corpo é evidente, referindo-se as fêmeas significativamente maiores e mais pesadas, os machos possuem caudas maiores do que as fêmeas. Os machos chegam a maturidade sexual em tamanhos menores do que as fêmeas.

## Comportamento
A P. patagoniensis  é capaz de camuflar-se bem no campo com palha, folhas e ramos caídos, é considerada uma serpente ágil e agressiva, Com relação ao tipo de dentição, é classificada como uma serpente opistóglifa. Sua mordida pode ocasionar edemas locais. De acordo com a utilização do substrato e aparenta apresentar hábito sub-arborícola ou terrícola.
A P. patagoniensis é uma serpente que possui hábitos diurnos, predominantemente terrestre, ocupando ambientes abertos como como campos e savanas.

## Veneno
A Organização Mundial da Saúde incluiu recentemente o ofidismo (acidentes provocados por serpentes venenosas) como uma doença tropical negligenciada.
A P.patagonienis é uma serpentes colubrídeas da série opistóglifa, restritas à América do Sul. Vários acidentes ocasionados por estas serpentes têm sido relatados, caracterizando-se por ação local importante: dor, edema e hemorragia, muitas vezes os pacientes são tratados com soro antibotrópico. No entanto, poucos estudos tratam da caracterização destes venenos, assim tivemos como objetivo de trabalho o estudo dos venenos.

## Ciclo reprodutivo
A serpente apresenta uma grande diversidade de padrões reprodutivos influenciados por fatores intrínsecos e condições ambientais. Os ciclos de reprodução apresentam uma maior plasticidade em áreas tropicais, por causa da complexidade climática.
O pico espermatogênico coincide com a época do acasalamento, entretanto, é perceptível que o esperma mantenha-se no ducto deferente ao longo de todo o ano. As fêmeas permanecem reprodutivamente ativas durante um período estendido apresentando folículos vitelogênicos em todas as estações do ano, o pico de vitelogênese ocorre no período o inverno-primavera. As fêmeas detêm a  capacidade para gerar múltiplas desovas na mesma estação reprodutiva com o esperma armazenado a longo prazo.
Sua fecundidade está relacionada com o tamanho do corpo materno, com fêmeas maiores produzindo folículos e ovos em maior quantidade e tamanho. O número de ovos gerados por cada fêmea varia entre cinco e 22. A atividade sazonal da P. patagoniensis é influenciada pelo ciclo reprodutivo, uma vez a época de acasalamento nos adultos (primavera) e recrutamento nos juvenis (verão) corresponde com o pico de atividade. As mudanças sazonais na temperatura são um dos principais fatores que influencia a atividade reprodutiva das serpentes em clima subtropical. De forma geral, os resultados mostram que a serpente tem um padrão sazonal da reprodução no sul do Brasil.